# العلاقات الصينية البنينية
العلاقات الصينية البنينية هي العلاقات الثنائية التي تجمع بين الصين وبنين.

## مقارنة بين البلدين
هذه مقارنة عامة ومرجعية للدولتين:
| وجه المقارنة                                              | الصين                    | بنين            |
| --------------------------------------------------------- | ------------------------ | --------------- |
| المساحة (كم2)                                             | 9.60 مليون               | 114.76 ألف      |
| عدد السكان (نسمة)                                         | 1.33 مليار               | 11.18 مليون     |
| الكثافة السكانية (ن./كم²)                                 | 138.54                   | 97.42           |
| العاصمة                                                   | بكين                     | بورتو نوفو      |
| اللغة الرسمية                                             | اللغة الصينية القياسية   | لغة فرنسية      |
| العملة                                                    | رنمينبي                  | فرنك غرب أفريقي |
| الناتج المحلي الإجمالي (بليون دولار)                      | 12.24 تريليون            | 9.27 مليار      |
| الناتج المحلي الإجمالي (تعادل القوة الشرائية) بليون دولار | 19.82 تريليون            | 22.38 مليار     |
| الناتج المحلي الإجمالي الاسمي للفرد دولار أمريكي          | 8.03 ألف                 | 762             |
| الناتج المحلي الإجمالي للفرد دولار أمريكي                 | 13.21 ألف                | 2.03 ألف        |
| مؤشر التنمية البشرية                                      | 0.728                    | 0.480           |
| رمز المكالمات الدولي                                      | +86                      | +229            |
| رمز الإنترنت                                              | .cn، .中国 ‏، .中國 ‏      | .bj             |
| المنطقة الزمنية                                           | توقيت الصين، ت ع م+08:00 | ت ع م+01:00     |

## منظمات دولية مشتركة
يشترك البلدان في عضوية مجموعة من المنظمات الدولية، منها:
| علم المنظمة | اسم المنظمة                               | تاريخ انضمام الصين | تاريخ انضمام بنين |
| ----------- | ----------------------------------------- | ------------------ | ----------------- |
|             | وكالة ضمان الاستثمار متعدد الأطراف        | 30 أبريل 1988      | 26 سبتمبر 1994    |
|             | البنك الإفريقي للتنمية                    | ?                  | ?                 |
|             | منظمة الشرطة الجنائية الدولية             | ?                  | ?                 |
|             | منظمة حظر الأسلحة الكيميائية              | ?                  | ?                 |
|             | منظمة التجارة العالمية                    | 11 ديسمبر 2001     | ?                 |
|             | البنك الدولي للإنشاء والتعمير             | 27 ديسمبر 1945     | 10 يوليو 1963     |
|             | الأمم المتحدة                             | 25 أكتوبر 1971     | 20 سبتمبر 1960    |
|             | مؤسسة التمويل الدولية                     | 15 يناير 1969      | 5 فبراير 1987     |
|             | يونسكو                                    | 4 نوفمبر 1946      | 18 أكتوبر 1960    |
|             | مؤسسة التنمية الدولية                     | 24 سبتمبر 1960     | 16 سبتمبر 1963    |
|             | الاتحاد البريدي العالمي                   | ?                  | ?                 |
|             | المركز الدولي لتسوية المنازعات الاستشارية | 6 فبراير 1993      | 14 أكتوبر 1966    |
|             | الاتحاد الدولي للاتصالات                  | 1 سبتمبر 1920      | 1961              |

## وصلات خارجية
- موقع وزارة الخارجية الصينية
- موقع وزارة الخارجية البنينية